# Списак музичких облика по епохама
Свако музичко дело има свој сопствени, индивидуални облик. Mузички облици су кроз историју настајали и развијали се .
Овде је дат списак свих музичких облика (итал. forme musicali) (форми) и/или жанрова по епохама.

## Средњи век
- Естампида
- Грегоријанско певање
- Мотет
- Органум
- Салтарело

## Ренесанса
- Балада
- Шансона
- Гаљарда
- Лауде
- Мадригал
  - Мадригалска комедија
- Духовни мадригал
- Миса
  - Корална миса
  - Вишегласна а капела миса
  - Оркестарска миса
- Мотет
- Мотет-шансон
- Опера
- Павана
- Ричеркар
- Тјенто
- Токата

## Барок
- Алеманда
- Кантата
- Чакона
- Кончерто
  - Кончерто гросо
- Фуга
- Гавота
- Жига
- Миса
- Менует
- Опера
  - Опера буфа
  - Опера серија
- Ораторијум
- Партита
- Пасакаља
- Прелудијум
- Сарабанда
- Симфонија
- Соната
- Свита

## Класицизамиромантизам
- Багатела
- Балет
- Концерт
  - Чело концерт
  - Кларинетски концерт
  - Кончерто гросо
  - Контрабас концерт
  - Флаута концерт
  - Обоа концерт
  - Клавирски концерт
  - Труба концерт
  - Виола концерт
  - Виолински концерт
- Етида
- Емпромпти
- Интермецо
- Лид
- Миса
- Марш
- Мазурка
- Ноктурно
- Опера
  - Балад-опера
  - Опера буфа
  - Опера комик
  - Опера серија
  - Оперета
  - Увертира
  - Зингшпил
  - Зарзуела
  - Концертна арија
- Ораторијум
- Полонеза
- Прелид
- Квартет
  - Клавирски квартет
  - Гудачки квартет
  - Обоа квартет
- Квинтет
  - Клавирски квинтет
  - Гудачки квинтет
- Реквијем
- Рапсодија
- Рондо
- Скерцо
- Серенада
- Концертантна симфонија
- Соната
  - Соната за клавир
  - Соната за виолину
  - Соната за виолу
  - Соната за чело
  - Соната за флауту
  - Соната за кларинет
  - Соната за фагот
- Симфонија
- Валцер